# Cần Đước (huyện)
Cần Đước là một huyện thuộc tỉnh Long An, Việt Nam.

## Địa lý
Huyện Cần Đước nằm ở phía đông nam tỉnh Long An, có vị trí địa lý:
- Phía đông giáp huyện Cần Giuộc và huyện Cần Giờ, Thành phố Hồ Chí Minh
- Phía tây giáp huyện Tân Trụ và huyện Châu Thành
- Phía nam giáp thành phố Gò Công và huyện Gò Công Đông, tỉnh Tiền Giang
- Phía bắc giáp huyện Bến Lức.

Theo thống kê năm 2019, huyện có diện tích 218,20 km², dân số là 187.359 người, mật độ dân số đạt 859 người/km².
Huyện nằm ở phía đông nam vùng hạ của tỉnh Long An, thuộc vùng kinh tế trọng điểm của tỉnh.

### Điều kiện tự nhiên
Cần Đước là một trong 2 huyện nằm ở cuối sông Vàm Cỏ của tỉnh Long An. Địa hình hơi nghiêng về phía biển Đông, bao gồm 2 phần: 
- Phần đất liền còn gọi là vùng thượng bao gồm phần lớn diện tích huyện
- Phần ốc đảo còn gọi là vùng hạ, nằm tách biệt với vùng thượng bởi kênh Nước Mặn nối với rạch Đào, bao gồm hai xã: Long Hựu Đông, Long Hựu Tây. Vùng hạ có địa hình khá thấp, lại nằm gần biển, nên đất nhiễm mặn.

#### Khí hậu
Khí hậu huyện Cần Đước mang sắc thái chung của khí hậu Đồng bằng sông Cửu Long với hai mùa: mùa mưa và mùa khô, đồng thời chịu ảnh hưởng thời tiết vùng cận biển:
- Nằm trong vùng đặc trưng của khí hậu nhiệt đới gió mùa cận xích đạo, nhiệt độ trung bình trên địa bàn xấp xỉ 27 °C
- Độ ẩm độ bình quân 79% và chênh lệch cao giữa mùa khô và mùa mưa (20% – 90%)
- Số giờ nắng bình quân 2.700 giờ/năm
- Chế độ mưa: mùa mưa thường từ tháng 4 âm lịch đến tháng 11 âm lịch, lượng mưa bình quân khoảng 1.600 mm/năm, trong tháng 9,10 lượng mưa rất lớn, trùng với thời điểm lũ cao gây ra hiện tượng ngập lụt trong vùng. Giữa mùa mưa có hiện tượng hạn kéo dài khoảng 15 ngày trong tháng 7 hoặc tháng 8 (gọi là hạn Bà Chằng)
- Chế độ gió: Cần Đước chịu ảnh hưởng chế độ gió mùa, cũng thay đổi theo 2 mùa rõ rệt. Gió mùa Đông Bắc vào mùa khô, với tốc độ trung bình 5 – 7m/giây. Gió mùa Tây Nam vào mùa mưa, tốc độ trung bình 3,2m/giây. Cần Đước ít có bão, đôi khi do ảnh hưởng của bão hoặc áp thấp nhiệt đới có mưa lớn xảy ra.[3]

### Kinh tế

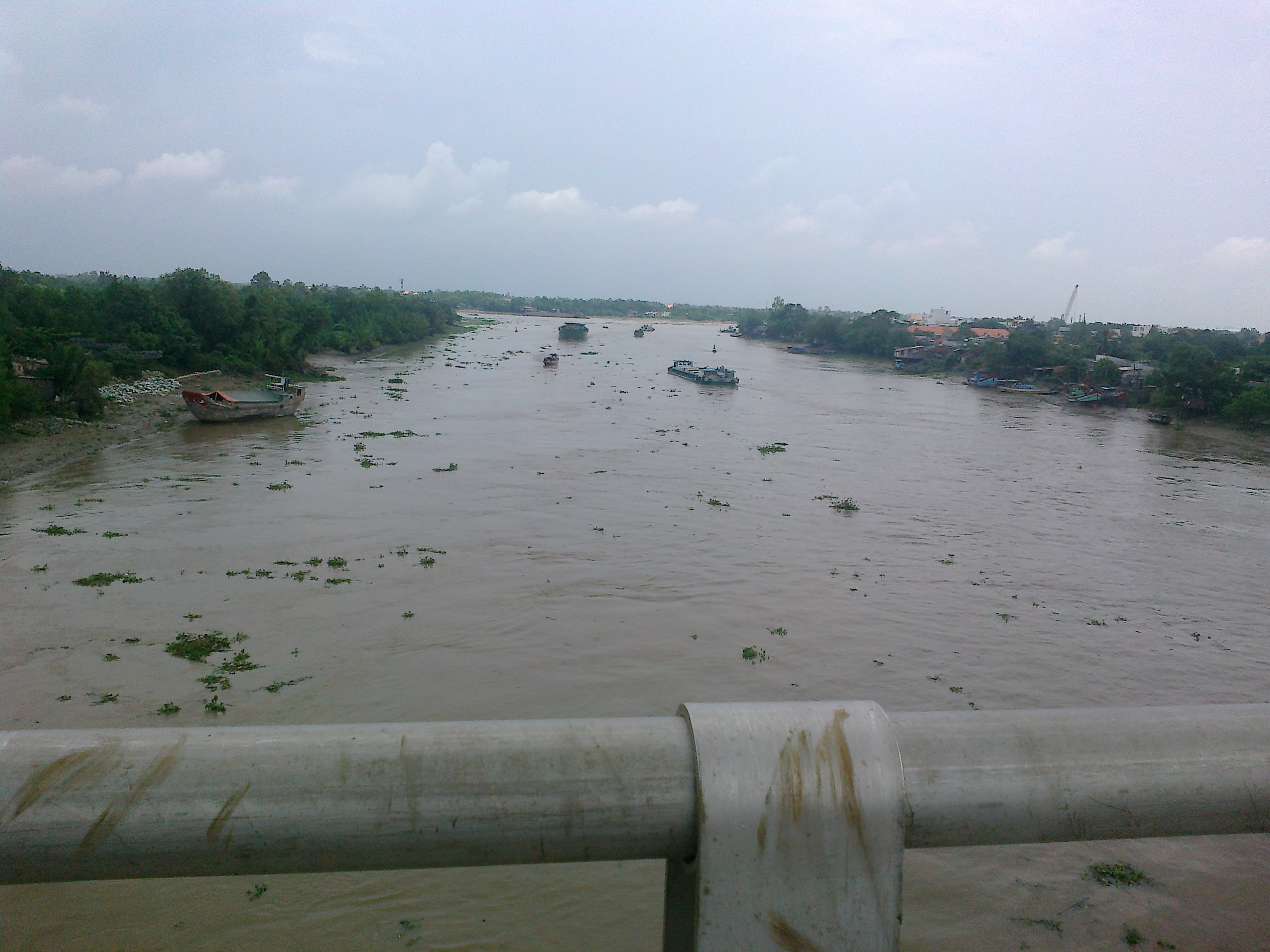
Kinh Nước Mặn, Ranh giới năng chia 2 xã Long Hựu Đông và xã Long Hựu Tây thuộc địa phận huyện Cần Đước